# Stratovarius
Stratovarius — финская англоязычная пауэр-метал-группа, образованная в 1984 году, изначально под названием Black Water. Пришедший в группу в 1985 году гитарист Тимо Толкки стал основной движущей силой в группе и сформировал звучание в стиле спид-метал. Stratovarius стали одними из ранних исполнителей пауэр-метала и существенно повлияли на развитие этого направления. Участники «золотого состава» группы, барабанщик Йорг Михаэль и клавишник Йенс Юханссон, сами по себе являются признанными и влиятельными мастерами жанра, игравшими также во многих других метал-коллективах.

## История

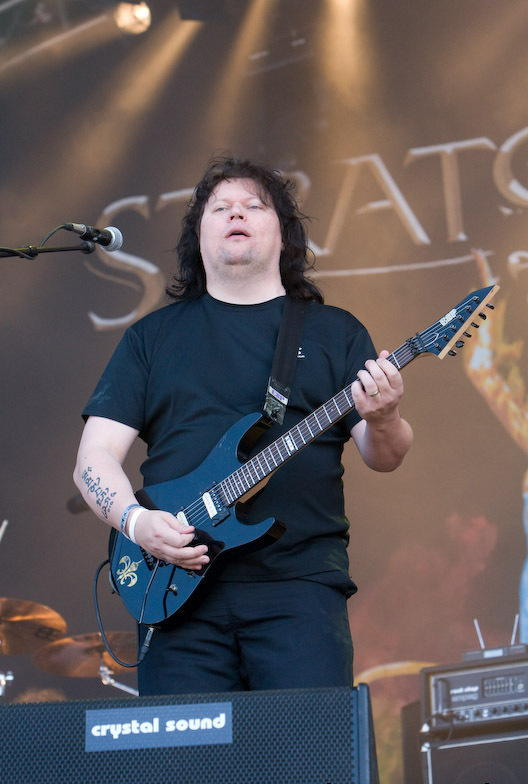
Тимо Толкки, соло-гитарист, композитор и лидер группы в 1985—2008 годах. Wacken Open Air 2007.

Группа Stratovarius была основана в январе 1984 года в Финляндии под именем Black Water («Чёрная вода»). Считаются одними из основоположников направления пауэр-метала. Группа прошла через множество изменений в составе и в характере исполняемой музыки, прежде чем обрела свой стиль. Основателями группы были Туомо Лассила, Стаффан Стрелман, и Джон Виерве. В 1985 году в группу пришёл Тимо Толкки, заменив Стрелмана на месте гитариста, изменил название группы на Stratovarius (объединение слов Stratocaster и Stradivarius) и взял на себя роль вокалиста. Толкки стал движущей силой и идеологом группы, осуществляя практически полный контроль над созданием песен. Он принёс в звучание группы не только тяжесть рока, но и элементы неоклассического металла. В 1987 году группа разослала демозапись по различным звукозаписывающим компаниям, в итоге подписав контракт с CBS Finland. В 1989 году был выпущен первый альбом группы, Fright Night, сопровождаемый двумя синглами.
После расставания с CBS группа претерпела несколько изменений в составе, но смогла выпустить второй альбом Stratovarius II на Bluelight Records. Позже альбом был переиздан как Twilight Time компанией Noise Records. В 1994 выходит третий альбом, Dreamspace, при участии нового басиста, Яри Кайнулайнена, который вошёл в группу, когда альбом был записан уже более чем на 70 %. Толкки принимает решения прекратить выступать в роли вокалиста, и группа приглашает нового вокалиста, Тимо Котипелто. Выход альбома Fourth Dimension в 1995 году стал большим успехом для группы, но внутренние разногласия, особенно из-за стиля музыки, которого придерживался Толкки в написании песен, привели к уходу одного из основателей и последнего участника оригинального состава группы, Туомо Лассилы, а также клавишника Антти Иконена.
Места ушедших музыкантов заняли соответственно немецкий барабанщик Йорг Михаэль и шведский клавишник Йэнс Юханссон, работавший ранее с Ингви Мальмстином. В создании своего пятого альбома, Episode, Stratovarius нашёл, наконец, своё фирменное звучание и собрал сильный и разносторонний состав. Episode, вышедший в 1996 году был большим проектом, с участием большого хора и струнного оркестра. Альбом стал новым серьёзным успехом группы, и многие фанаты считают его лучшим альбомом Stratovarius.
В таком неизменном составе группа выпустила три весьма успешных альбома в течение нескольких лет: Visions в 1997 году, Destiny в 1998 году, и Infinite в 2000 году. С каждым альбомом росла известность группы и армия её поклонников, появляются большие фан-клубы за пределами Скандинавии, особенно популярна группа стала в Японии.
В 2003 году, Stratovarius выпускают свой самый эпический проект: двойной альбом, названный Elements. В этих двух альбомах группа достигла вершины в своём прогрессивном и симфоническом стиле пауэр-метала. Первая часть дилогии, Elements, Pt. 1, была издана в начале 2003 года, сопровождаемая мировым турне. За Elements, Pt. 1 последовала вторая часть, Elements, Pt. 2, вышедшая на том же лейбле Nuclear Blast в этом же году.
В конце 2003 года в группе произошёл раскол: Тимо Котипелто и Йорг Михаэль покинули группу после очень смутно объяснённого конфликта. Толкки приглашает Катрийну «Miss K» Вийалу на роль вокалистки, и Андерса Йоханссона (брата Йэнса) из группы Hammerfall как сессионного барабанщика. Весь остаток 2004 года был покрыт молчанием о состоянии дел в группе.
Тимо Толкки, опубликовавший на сайте Stratovarius несколько странных заявлений, был госпитализирован и прошёл курс лечения биполярного расстройства. В январе 2005 года было объявлено, что Stratovarius воссоединился в своём прежнем составе. В июне 2005 года Толкки объявил, что басист группы, Яри Кайнулайнен, покинул группу по личным причинам. С тех пор и поныне бас-гитаристом Stratovarius является Лаури Порра. В этом же году покончил с собой первый клавишник группы (до 1987 года) — Мика Эвраскари.

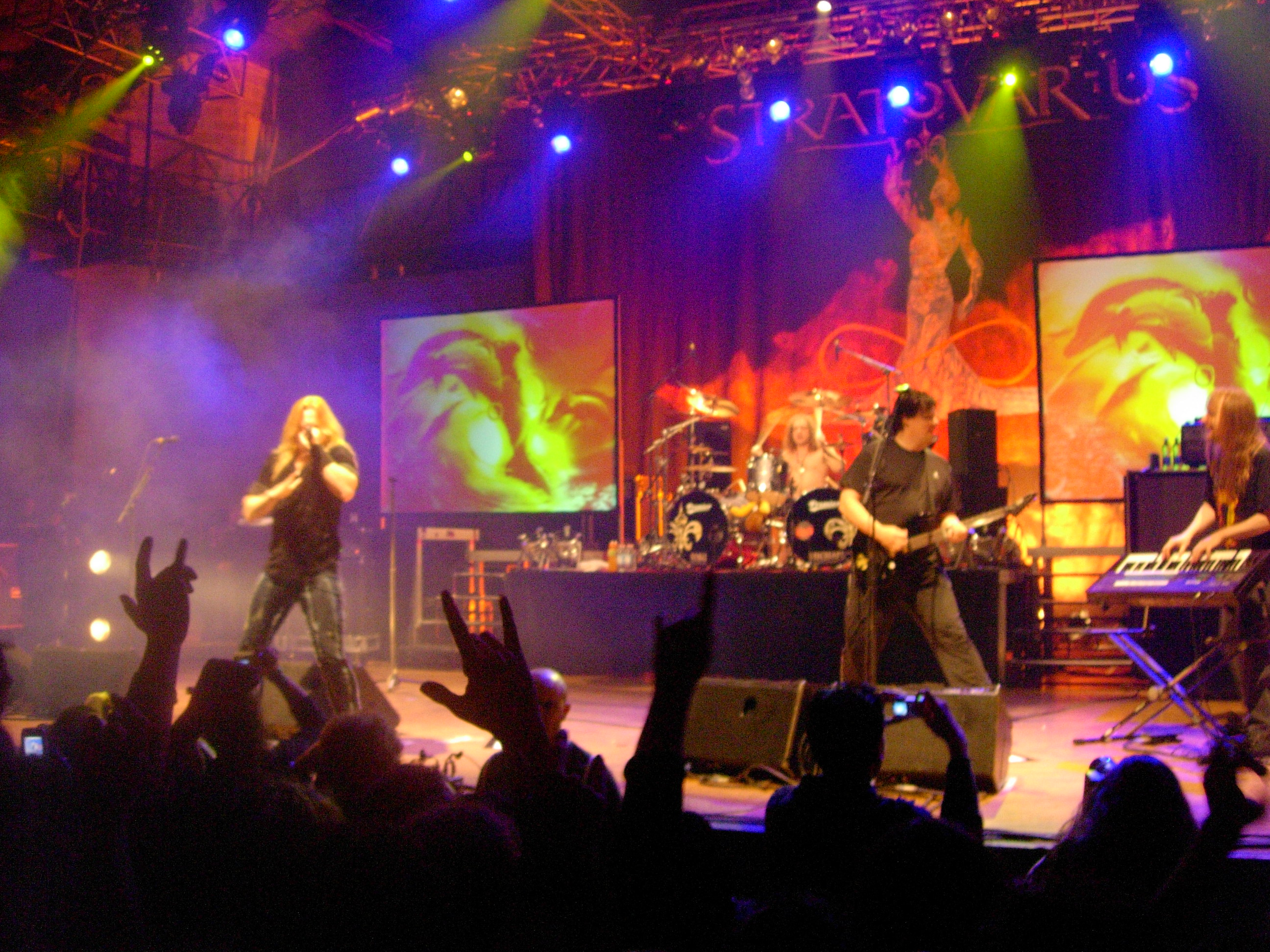
Stratovarius в Милане, 2005 год. Слева направо: Котипелто, Михаэль, Толкки, Юханссон

В сентябре 2005 года Stratovarius выпускает одноимённый альбом, Stratovarius (ранее в альбоме Fourth Dimension была инструментальная композиция «Stratovarius»). В это же время Stratovarius начинают большой мировой концертный тур, стартовавший в Аргентине, включивший Северную Америку, где впервые в истории группа гастролировала по США и Канаде. Они давали концерты на таких мероприятиях, как Atlanta’s «Prog Power», и в таких известных залах, как B.B. King’s House Of Blues в Нью-Йорке и «Trocadero Theatre» в Филадельфии. Турне также включило концерты в европейских и японских городах.
В 2007 году группа начала было работу над новым, двенадцатым студийным альбомом (под рабочим названием R…. R…..), для которого было написано одиннадцать треков и который планировался к выходу в январе 2008 года. Тимо Толкки заявил, что альбом выйдет перед «массовым мировым туром». Однако альбому так и не суждено было выйти, в апреле 2008 года Тимо Толкки опубликовал объявление, в котором говорится, что Stratovarius прекратил своё существование. В открытом письме Толкки обвинил Тимо Котипелто и Йорга Михаэля в частых конфликтах друг с другом и с ним самим. Он также заявил, что творчество группы зашло в тупик и превратилось в чисто коммерческое.

Я отлично помню, как мы играли эти старые вещи раньше, и то, как мы играли их сейчас, означало лишь то, что у группы больше нет души. Я посмотрел по сторонам и почувствовал себя частью машины, и не было никаких новых ощущений, а то, что я делал, не доставляло никакой радости. Группа звучала ужасно. Никто не вкладывал душу в игру. Мы играли всё те же старые песни.

Практически все песни, написанные Тимо Толкки для незаконченного альбома Stratovarius, были выпущены в альбоме New Era его нового проекта Revolution Renaissance.
Остальные участники группы отреагировали ответным письмом, в котором обвинили Толкки в жадности и поспешили опровергнуть заявление о распаде группы. Котипелто, Михаэль, Порра и Йоханссон, подписавшиеся под письмом, собираются продолжать выступления под названием Stratovarius, на что Толкки дал добро, отказавшись от прав на название.

Тимо Котипелто: «Конечно, нам сейчас сложнее, чем, скажем, три года назад, когда группой заправлял мистер Толкки. Он писал музыку, занимался продюсерской работой — и, надо признать, был в этом очень хорош. Он решал все вопросы. Трудно было лишь одно: играть с ним в одной команде. Сложный человек, у которого семь пятниц на неделе, который меняет своё мнение пять раз за три минуты. Нормально работать под его началом просто нереально. Сейчас… да, какие-то вопросы решаются сложнее, но это не так уж важно. Главное в другом: я снова начал чувствовать вкус к жизни — такая эйфория, как в пятнадцать лет, когда ты только начинаешь открывать для себя радости взрослой жизни. Как никто другой, я понимаю: главное — это настроение в команде, общее желание творить, энтузиазм, удовольствие, чтобы самих музыкантов перло от того, что они делают. И никакой внутренней гнили. Лучше не делать ничего, чем делать что-то без души.»

23 августа 2008 года было объявлено, что место Тимо Толкки на гитаре займет Матиас Купиайнен, который был, по словам участников группы единственным кандидатом и имел за плечами опыт изучения музыкальной теории и музыкальных технологий в таких учебных заведениях, как Академия Сибелиуса. Котипелто, Юханссон и Пилве начали записывать собственные песни и всерьёз планировали сменить название своего коллектива. Благодаря новым идеям и влиянию Пилве и Купиайнена, звучание песен стало заметно прогрессивнее, однако, когда барабаны Йорга Михаэля и вокальные партии Тимо Котипелто по общему мнению передали узнаваемый стиль Stratovarius, группа решила сохранить своё имя. Для этого пришлось преодолеть немалые финансовые и юридические трудности, так как группа была связана контрактом с обанкротившимся лейблом Sanctuary Records, купленным в 2007 году компанией Universal Music Group В мае 2009 года группа в обновлённом составе (и с обновлённым логотипом) выпустила альбом Polaris и отправилась в международное турне в его поддержку. В мае 2009 года Stratovarius выступили в Москве и Санкт-Петербурге.

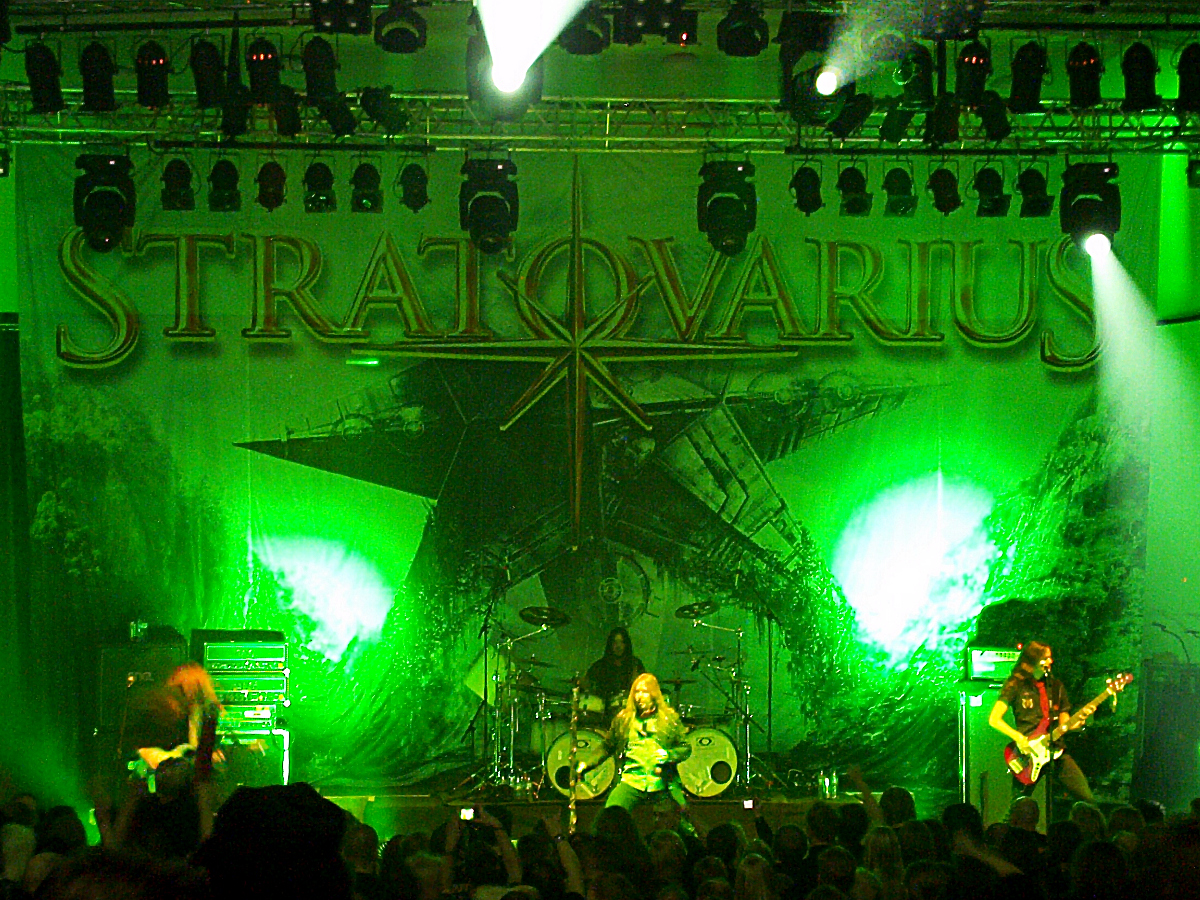
Stratovarius в Хельсинки, 2010 год, тур в поддержку альбома Polaris

В начале 2011 году группа выпустила альбом Elysium.
15 сентября 2011 года на официальном сайте группы появилась информация о том, что группу из-за тяжёлой болезни покидает барабанщик Йорг Михаэль, игравший с очень многими коллективами, но при этом посвятивший группе 15 лет. Прощальные концерты с Йоргом состоялись в конце 2011 года. Концертная деятельность была приостановлена в связи с поиском нового барабанщика. 22 июня 2012 года Stratovarius объявили имя нового участника группы. Им стал финский барабанщик Рольф Пилве, известный ранее по работам с Solution .45, The Magnificent и Dreamtale.
Первым студийным альбомом, записанным при участии нового барабанщика, стал Nemesis, выпуск которого состоялся 22 февраля 2013 года.
11 сентября 2015 года вышел альбом Eternal.
28 сентября 2018 года вышел сборник Enigma: Intermission 2, схожий по концепции со сборником 2001 года Intermission. Он содержит редкие песни группы, выпускавшиеся в виде бонус-треков в изданиях альбомов Stratovarius за пределами Европы, би-сайды, перезаписанные оркестровые версии четырёх песен и три новые песни, сочинённые непосредственно для Intermission 2: «Enigma», «Burn Me Down» и «Oblivion». Трек «Oblivion» доступен на YouTube-канале лейбла earMUSIC с 10 августа.
Выход следующего за Eternal студийного альбома группы состоялся 23 сентября 2022 года. Альбом из 11-ти песен получил название Survive. 3 июня 2022 года группа выпустила заглавную песню альбома в качестве сингла, а позднее — песню «World on Fire» и «Firefly».

## Состав группы

### Текущий состав

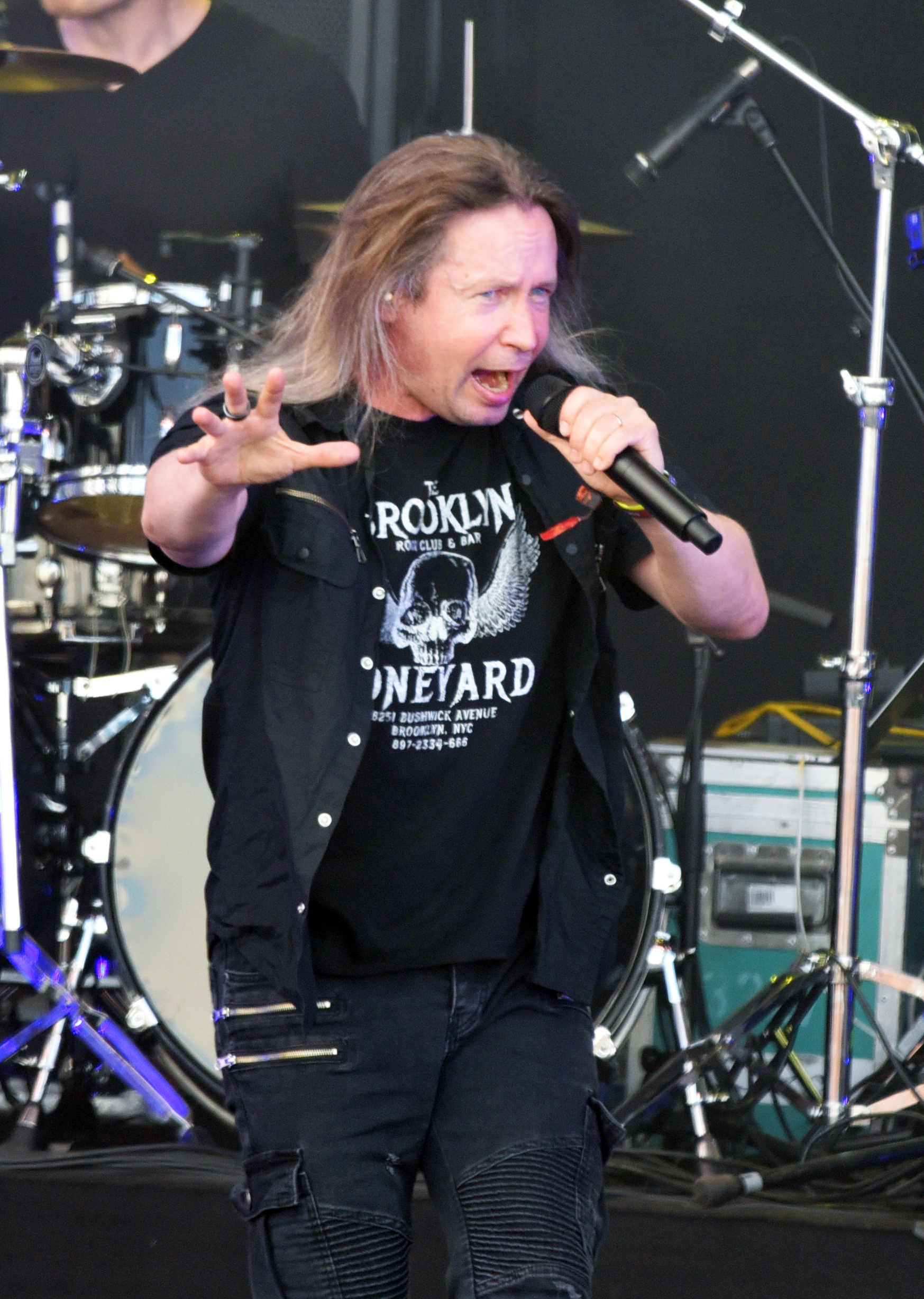
Тимо Котипелто — вокал, автор песен (1995—2004, с 2005)
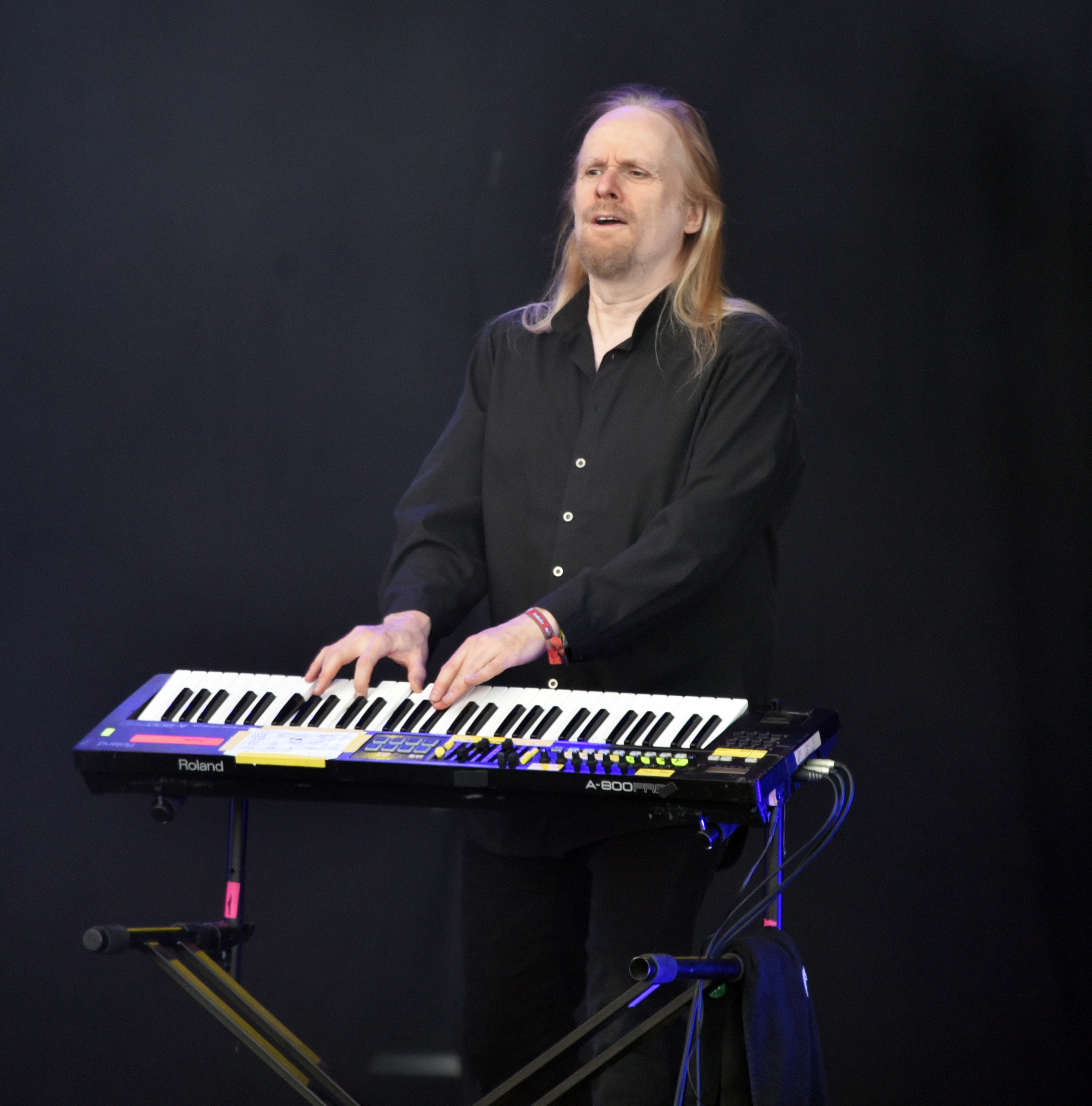
Йенс Юханссон — клавишные, аранжировки, продюсер, автор (с 1995)
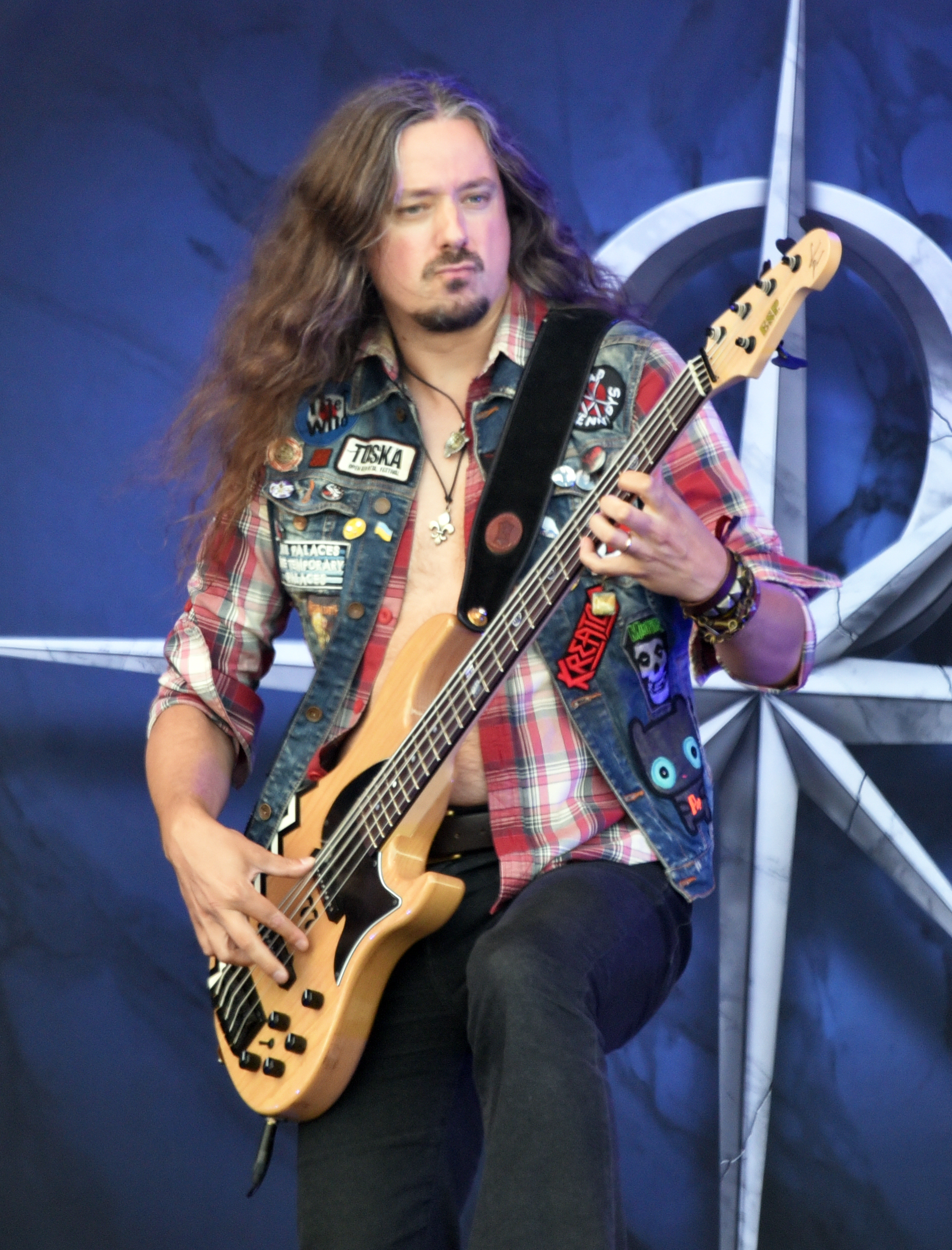
Лаури Порра — бас-гитара, бэк-вокал (с 2005)
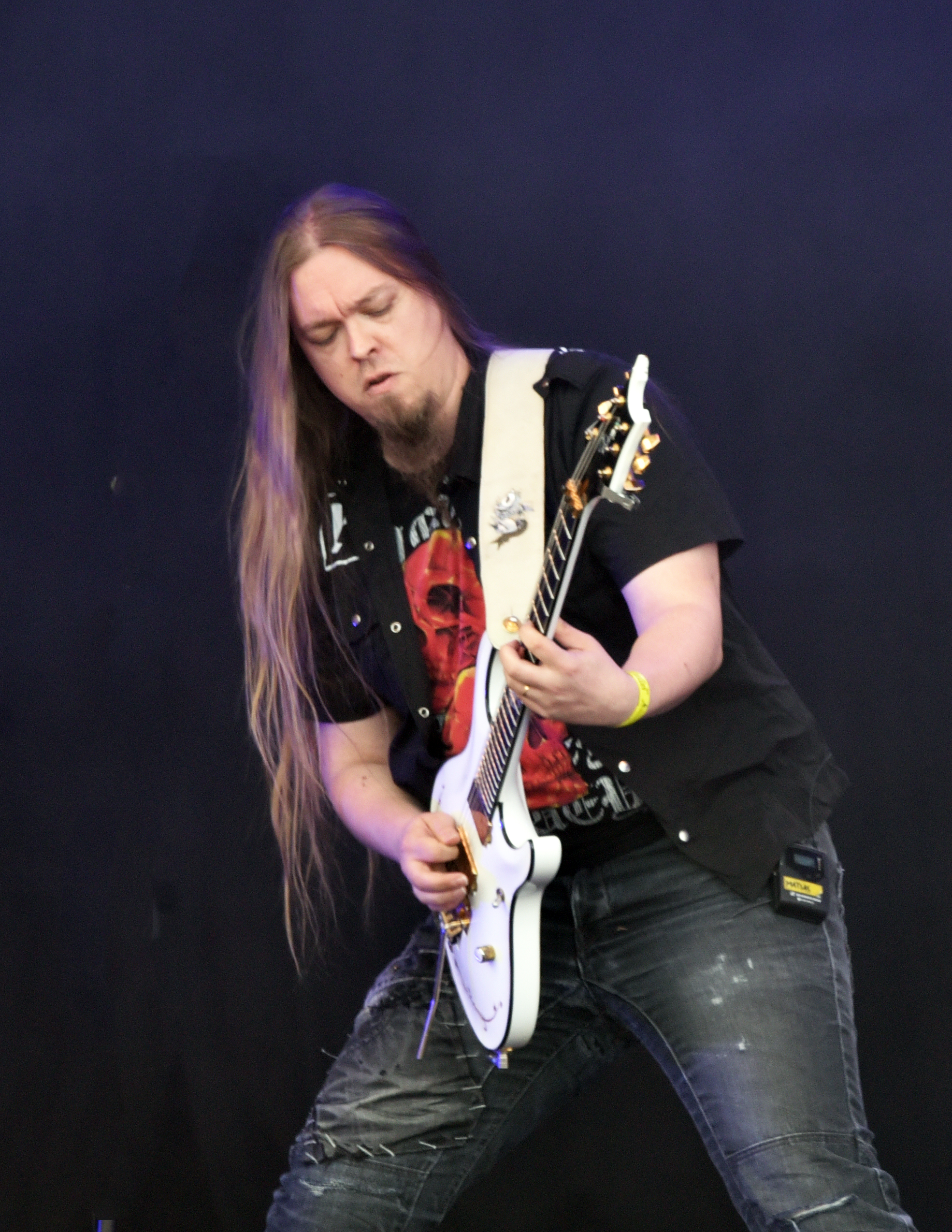
Матиас Купиайнен — гитара, музыкальный продюсер (с 2008)
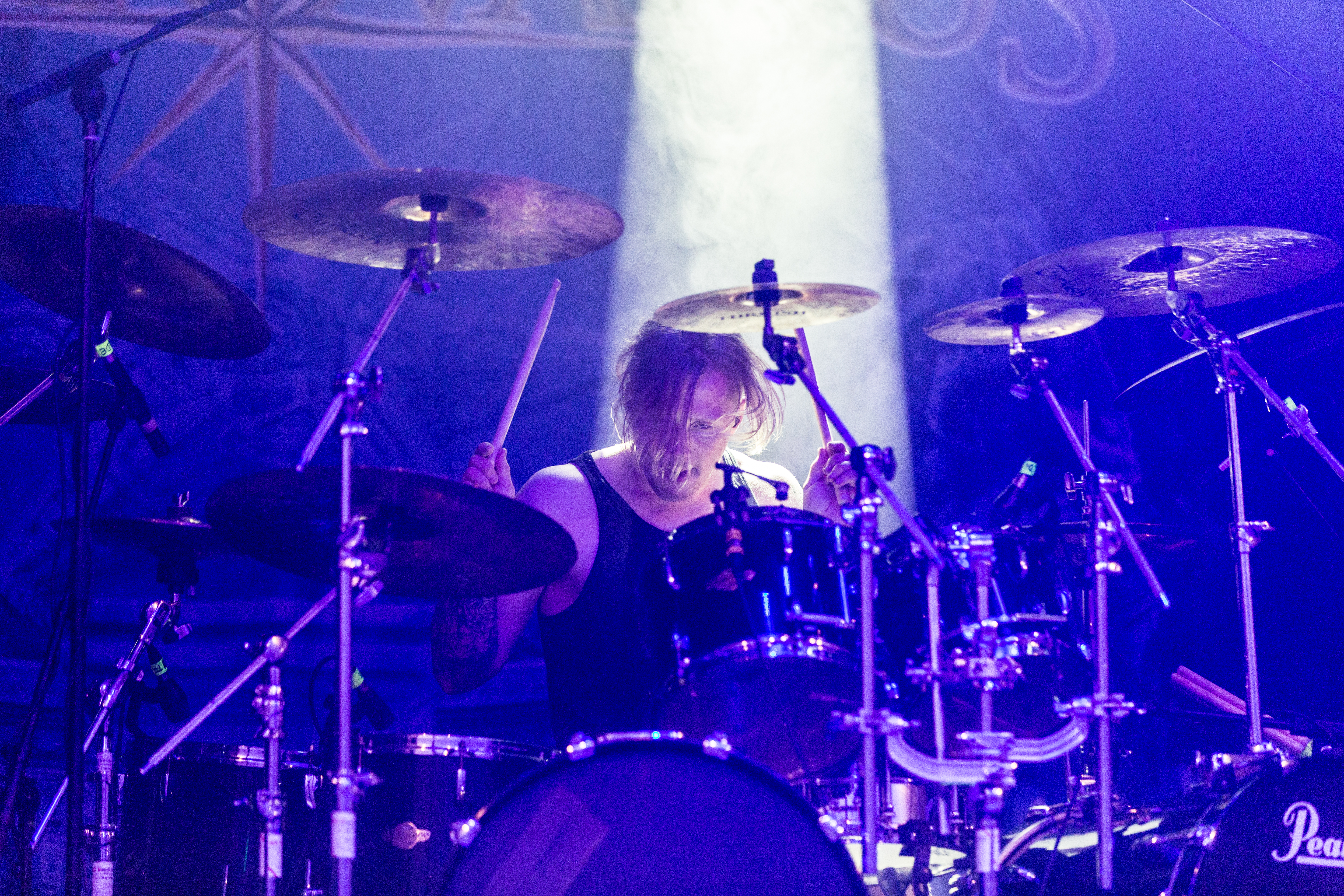
Ролф Пилве — барабаны (с 2012)

### Бывшие члены группы
- Туомо Лассила — Барабаны (также вокал до прихода в группу Тимо Толкки) (1982—1995)
- Джон Виерве — Бас-гитара (1982—1984)
- Стаффан Стрелман — Гитара (1982—1985)
- Тимо Толкки — гитара (также вокал до прихода в группу Тимо Котипелто) (с 1985—2008)
- Юрки Лентонен — Бас-гитара (1985—1990)
- Мика Эрваскари — Клавишные (1987)
- Антти Иконен — Клавишные (1987—1996)
- Яри Бехм — Бас-гитара (1992)
- Яри Кайнулайнен — Бас-гитара (1993—2005)
- Сами Куоппамяки — Барабаны (1994) (Заменял заболевшего Лассилу)
- Йорг Михаэль — Барабаны (1995—2004, 2005—2012)
- Андерс Юханссон — Барабаны (в течение небольшого периода в 2004 году, когда Йорг Михаэль вышел из состава группы)
- Катрийна «Miss K» Вийала — Вокал (в течение небольшого периода в 2004 году, когда Тимо Котипелто вышел из состава группы)

## Дискография

### Студийные альбомы
| Название         | Год выпуска | Лейбл                                |
| ---------------- | ----------- | ------------------------------------ |
| Fright Night     | 1989        | CBS Finland                          |
| Stratovarius II  | 1991        | Bluelight Records                    |
| Twilight Time    | 1992        | Noise Records                        |
| Dreamspace       | 1994        | Noise Records                        |
| Fourth Dimension | 1995        | Noise Records                        |
| Episode          | 1996        | Noise Records                        |
| Visions          | 1997        | Noise Records                        |
| Destiny          | 1998        | Noise Records                        |
| Infinite         | 2000        | Nuclear Blast                        |
| Elements, Pt. 1  | 2003        | Nuclear Blast                        |
| Elements, Pt. 2  | 2003        | Nuclear Blast                        |
| Stratovarius     | 2005        | Sanctuary                            |
| Polaris          | 2009        | Edel, Victor (Япония), Armoury (США) |
| Elysium          | 2011        | Edel, Victor (Япония), Armoury (США) |
| Nemesis          | 2013        | earMUSIC                             |
| Eternal          | 2015        | earMUSIC                             |
| Survive          | 2022        | earMUSIC                             |

### EP
| Название    | Год выпуска | Лейбл    |
| ----------- | ----------- | -------- |
| Unbreakable | 2013        | earMUSIC |

### Концертные альбомы
| Название          | Год выпуска | Лейбл         |
| ----------------- | ----------- | ------------- |
| Visions of Europe | 1998        | Noise Records |

### DVD
| Название                                     | Год выпуска | Лейбл         |
| -------------------------------------------- | ----------- | ------------- |
| Infinite Visions                             | 2000        | Nuclear Blast |
| Under Flaming Winter Skies - Live In Tampere | 2012        | Edel          |

### Сборники
| Название                     | Год выпуска | Лейбл           |
| ---------------------------- | ----------- | --------------- |
| The Past and Now             | 1997        | Import          |
| The Chosen Ones              | 1999        | Noise Records   |
| 14 Diamonds                  | 2000        | JVC Japan       |
| Intermission                 | 2001        | Nuclear Blast   |
| Black Diamond: The Anthology | 2006        | Sanctuary/Noise |
| Best of                      | 2016        | earMUSIC        |
| Enigma: Intermission 2       | 2018        | earMUSIC        |

### Синглы
- «Future Shock» (1988)
- «Black Night» (1989)
- «Break The Ice» (1992)
- «Wings Of Tomorrow» (Vinyl) (1995)
- «Father Time» (Japan only) (1996)
- «Will The Sun Rise?» (Japan only) (1996)
- «Black Diamond» (Japan only) (1997)
- «The Kiss Of Judas» (Japan only) (1997)
- «SOS» (1998)
- «Hunting High And Low» (2000)
- «It’s A Mystery» (Vinyl) (2000)
- «A Million Light Years Away» (2000)
- «Eagleheart» (2002)
- «I Walk To My Own Song» (2003)
- «Maniac Dance» (2005)
- «Deep Unknown» (2009)
- «Darkest Hours» (2010)
- «Unbreakable» (2013)
- «Shine In The Dark» (2015)
- «Survive» (2022)
- «Heroes» (2024)

### Клипы
- «Future Shock» (1989)
- «Against The Wind» (1995)
- «Black Diamond» (1997)
- «The Kiss Of Judas» (1997)
- «S.O.S» (1998)
- «A Million Light Years Away» (2000)
- «Hunting High And Low» (2001)
- «Eagleheart» (2003)
- «I Walk To My Own Song» (2003)
- «Maniac Dance» (2005)
- «Deep Unknown» (2009)
- «Halcyon Days» (2013)
- «Unbreakable» (2013)
- «If the Story Is Over» (2014)
- «My Eternal Dream» (2015)
- «Shine In The Dark» (2015)

## Каверы на Stratovarius
В 2011 году российская группа Арктида записала кавер песни «Eagleheart» под названием «Орлиное сердце». В 2021 году вышел трибьют-альбом StratofortresS — Anthems of the World, содержащий 14 композиций, в основном из альбомов Episode и Visions. В записи приняли участие Тимо Толкки («Destiny»), бывший басист Stratovarius времён записи Twilight Time Яри Бехм («Hunting High and Low»), Beto Vázquez Infinity («Black Diamond»), музыканты из Финляндии, Италии, Турции, Германии.